# Deggenhausertal

Deggenhausertal er en kommune i Bodensøens nordlige bagland, omkring ni kilometer nord for Markdorf og Salem i Bodenseekreis i den tyske delstat Baden-Württemberg. Kommunen har 4.356 indbyggere (2018-12-31).

## Geografi
Kommunens område strækker sig i det bakkede landskab mellem bjergene Höchsten og Gehrenberg der er 466 og  833 moh. 96 % af kommunens areal er  landbrugs- elller skovområder.

### Inddeling
I kommunen er der seks landsbyer:
- Deggenhausen med 1.020 indbyggere og bebyggelserne Ellenfurt og Obersiggingen.
- Homberg med 753 indbyggere og bebyggelserne  Azenweiler, Burg, Höge, Limpach, Magetsweiler, Möggenhausen, Oberhomberg, Oberweiler, Unterhomberg, Rubacker, Wahlweiler, Wattenberg og Wippertsweiler.
- Roggenbeuren  med 168 indbyggere.
- Untersiggingen med 812 indbyggere og bebyggelserne Eggenweiler, Eschle, Grünwangen und Riedetsweiler.
- Urnau med 438 indbyggere, og bebyggelsen Fuchstobel.
- Wittenhofen  med 1.009 indbyggere og bebyggelserne Harresheim, Kaltbächle, Lellwangen, Mennwangen, Sinnenberg og Wendlingen.

## Historie
De forskellige landsbyer i den nuværende kommune Deggenhausertal hørte ind til begyndelsen af det 19. århundrede til landgrevskabet Heiligenberg, domkapitlet i Konstanz og til  Kloster Salem. Ved Sekulariseringen og Mediatiseringen  kom de under Baden.
De nuværende landsbyer var ind til den baden-württembergiske kreisreform i 1972 selvstændige kommuner. I  1977 blev  Ellenfurt, som ind til da var en bydel i Heiligenberg, indlemmet i Deggenhausen.